# Szendehely
Szendehely là một thị trấn thuộc hạt Nógrád, Hungary. Thị trấn này có diện tích 10,04 km², dân số năm 2010 là 1618 người, mật độ 161 người/km².